# Cadegliano-Viconago
Cadegliano-Viconago es una localidad y comune italiana de la provincia de Varese, región de Lombardía, con 1.823 habitantes.
En esta localidad nació el compositor Gian Carlo Menotti (1911-2007).

## Evolución demográfica
| Gráfica de evolución demográfica de Cadegliano-Viconago entre 1861 y 2001 |
|                                                                           |
| Fuente ISTAT - elaboración gráfica de Wikipedia                           |